# Carl Pedersen
Carl Julius Pedersen (Rø, Bornholm, 25 de juliol de 1883 – Frederiksberg, Hovedstaden, 18 d'agost de 1971) va ser un gimnasta artístic danès que va competir a començaments del segle xx.
El 1912 va prendre part en els Jocs Olímpics d'Estocolm, on va guanyar la medalla de bronze en el concurs per equips, sistema lliure del programa de gimnàstica, mentre en el concurs complet individual fou trenta-quatrè.